# Aktion - Den antikommercielle ungdomsuge i København 1969
Aktion - Den antikommercielle ungdomsuge i København 1969 er en dokumentarfilm instrueret af Niels Schwalbe.

## Handling
København, vinteren 1969. "Revolutionær aktion" afholder "Antikommerciel ungdomsuge": En uge med aktioner rettet mod den kommercielle udnyttelse af ungdommen, med besættelser af tomme ejendomme, gadekampe, arrestationer, plakater, aktioner mod modebutikker og borgerrepræsentation. Et filmhold fulgte aktivisterne dag og nat. Det resulterede i en filmdagbog - en film uden "handling" og uden "holdning", en række scener indfanget af kamera og mikrofon i en streng kronologisk rækkefølge, et portræt af nogle ungdomsoprørere og samfundet 1969.